# 佐久間線
佐久間線（さくません）は、静岡県遠州地方と長野県伊那地方を結ぶ路線として計画された鉄道路線である。

## 概要
1922年制定の改正鉄道敷設法別表第60号に記載された「長野県辰野ヨリ飯田ヲ経テ静岡県浜松ニ至ル鉄道 及飯田ヨリ分岐シテ三留野ニ至ル鉄道」のうちの前半部分の南側に相当する（北側は飯田線として完成）。
旧国鉄二俣線・遠江二俣駅（現・天竜二俣駅）から飯田線・中部天竜駅までの約35kmの路線（橋梁20カ所、トンネル14カ所）として開通する予定で、1967年（昭和42年）7月12日に総工費81億円の予定で建設を開始したが、1980年（昭和55年）約13kmの区間で工事が進められ、路盤が約50%完成したところで、国鉄再建法により工事が凍結、工事そのものが中止された。第三セクター鉄道で開業させようといった動きもなく、工事が再開されることはなかった。遠江二俣 - 遠江横山間には、築堤やトンネル・橋梁などが、現在も所々残っている。未完成のまま放置されたトンネルの内幾つかは民間に払い下げられ、椎茸栽培やワインセラーなどに転用するなどして活用されている。

## 歴史
- 1922年（大正11年）4月11日 改正鉄道敷設法が公布され、別表60号に記載される
- 1957年（昭和32年）4月3日 調査線に昇格
- 1962年（昭和37年）3月29日 工事線へ昇格
- 1964年（昭和39年）4月22日 日本鉄道建設公団の建設路線に昇格
- 1967年（昭和42年）
  - 4月27日 工事実施計画認可
  - 7月12日 工事着手（遠江二俣 - 遠江横山間）
- 1980年（昭和55年）12月10日 工事の一時中止を決定

## 設置予定駅
遠江二俣駅（現・天竜二俣駅） - 山東（やまひがし）駅 - 船明（ふなぎら）駅 - 相津（そうづ）駅 - 遠江横山（とおとうみよこやま）駅 - 竜山駅 - 峰之沢駅 - 山香駅 - 中部天竜駅
- 駅名の読みは『日本鉄道旅行地図帳』による。
- すべて現在の静岡県浜松市天竜区に設置予定であった。

## ギャラリー

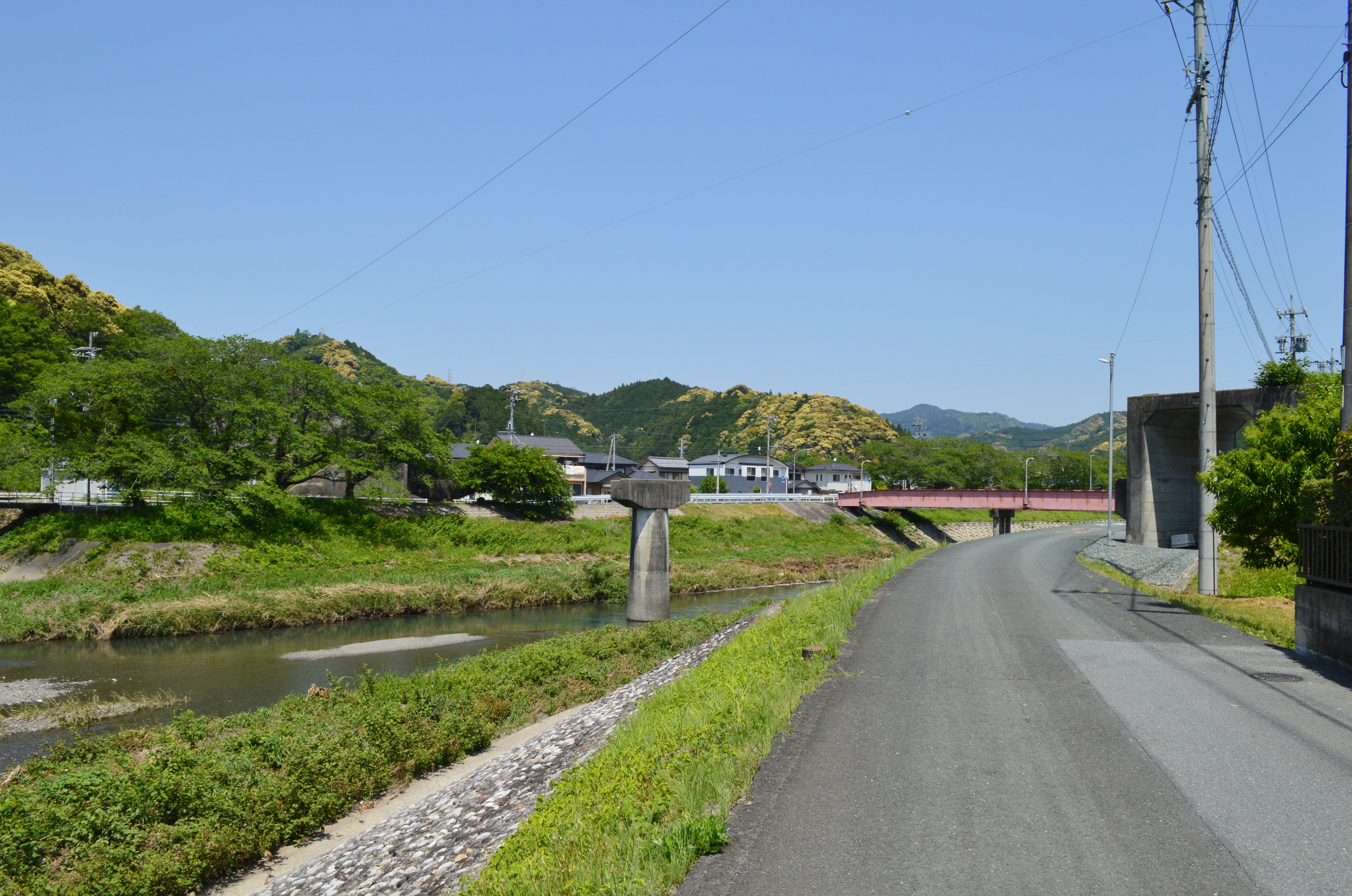
二俣川架橋予定地
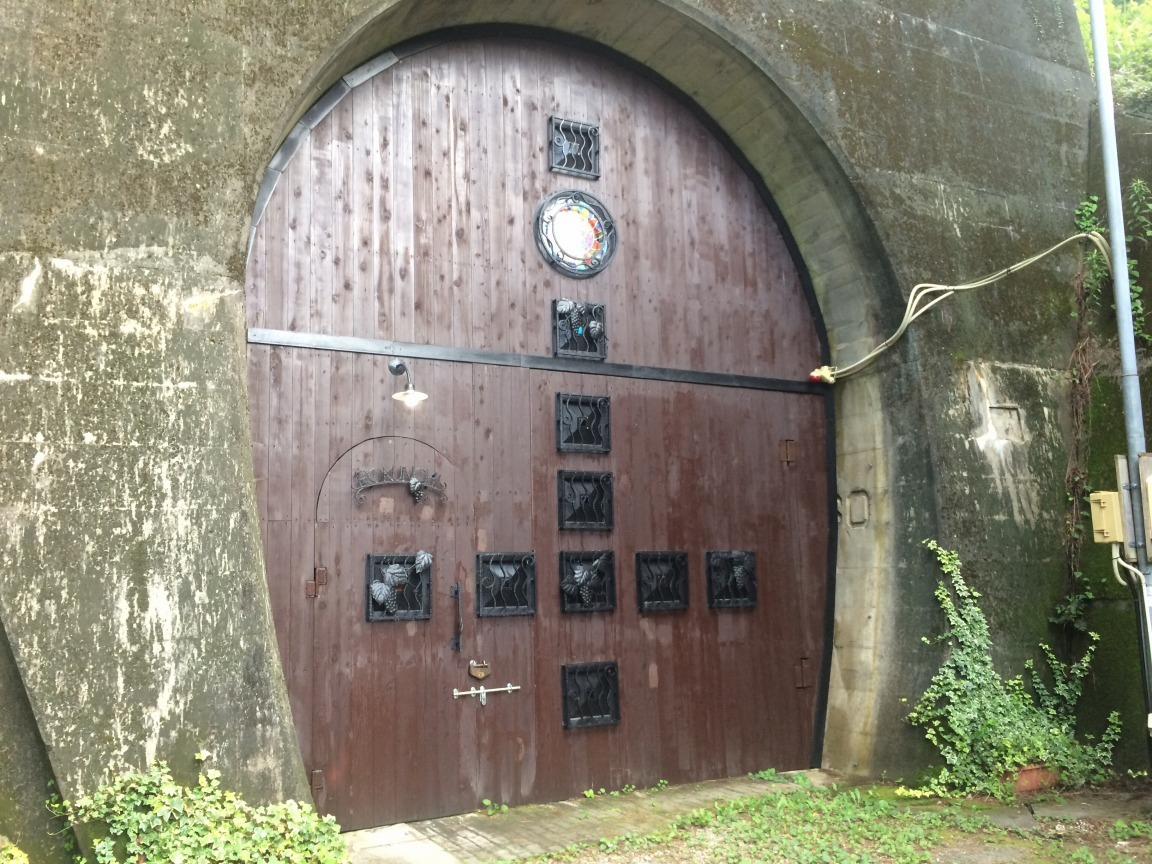
建設されたトンネル（現在はワインセラーとして使用されている）